# Koloman Moser

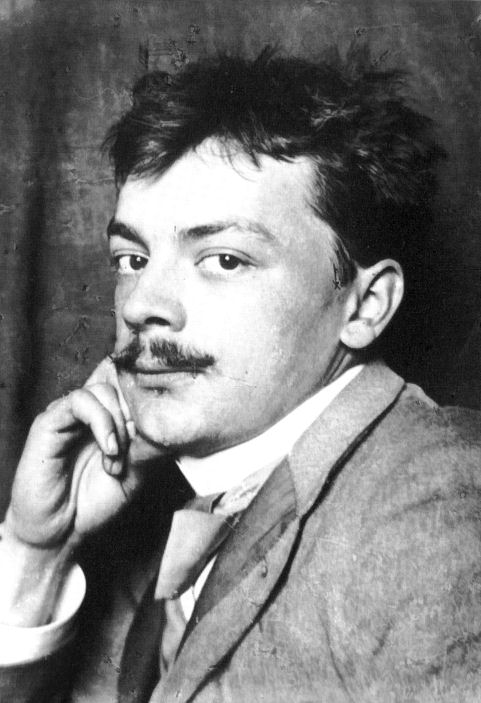
Koloman Moser

Koloman Moser (Wenen, 30 maart 1868 – aldaar, 18 oktober 1918) was een Oostenrijks kunstenaar; hij schilderde, ontwierp meubelen, glas in lood, sieraden en was grafisch ontwerper. Hij was afgestudeerd aan de Academie voor Schone Kunsten en de Weense School voor Toegepaste Kunst; bij deze school werkte hij na 1899 als leraar.
In 1897 behoorde Moser tot de oprichters van de Wiener Secession, die hij in 1905 met de groep rond Gustav Klimt verliet.
Met Josef Hoffmann richtte hij in 1903 de productiegemeenschap de Wiener Werkstätte op, die uit de Wiener Secession voortkwam en vergelijkbaar was met de Britse Arts-and-craftsbeweging. Belangrijkste medewerkers van de werkplaats waren onder anderen Gustav Klimt, Egon Schiele, Emil Orlik en Oskar Kokoschka. Moser bleef slechts tot 1907 aan de Werkstätte verbonden.
Tot zijn bekendste creaties behoren de gebrandschilderde vensters voor de door Otto Wagner ontworpen Kirche am Steinhof in Wenen.

## Galerij

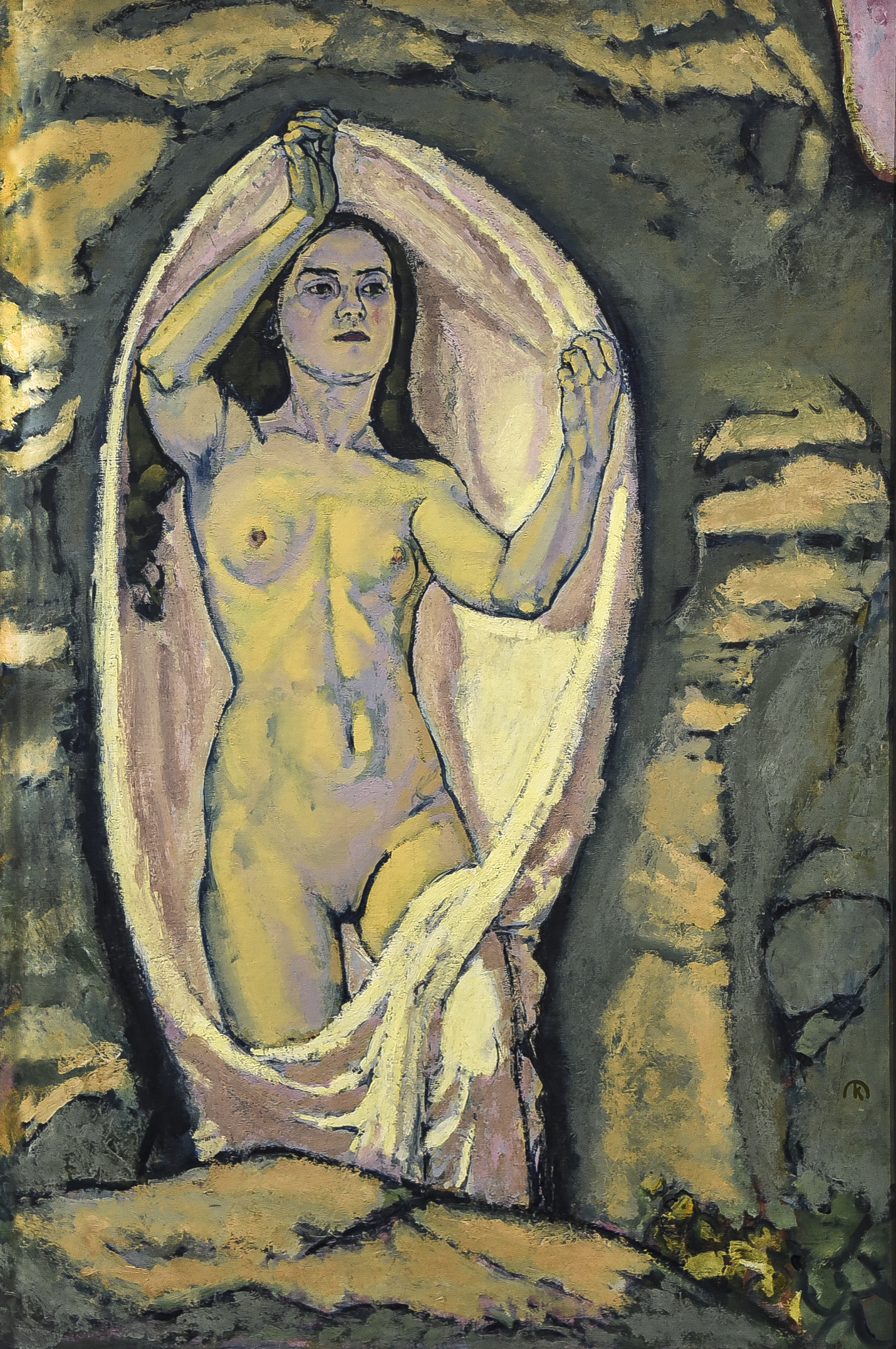
Venus in een grot in het Leopold Museum
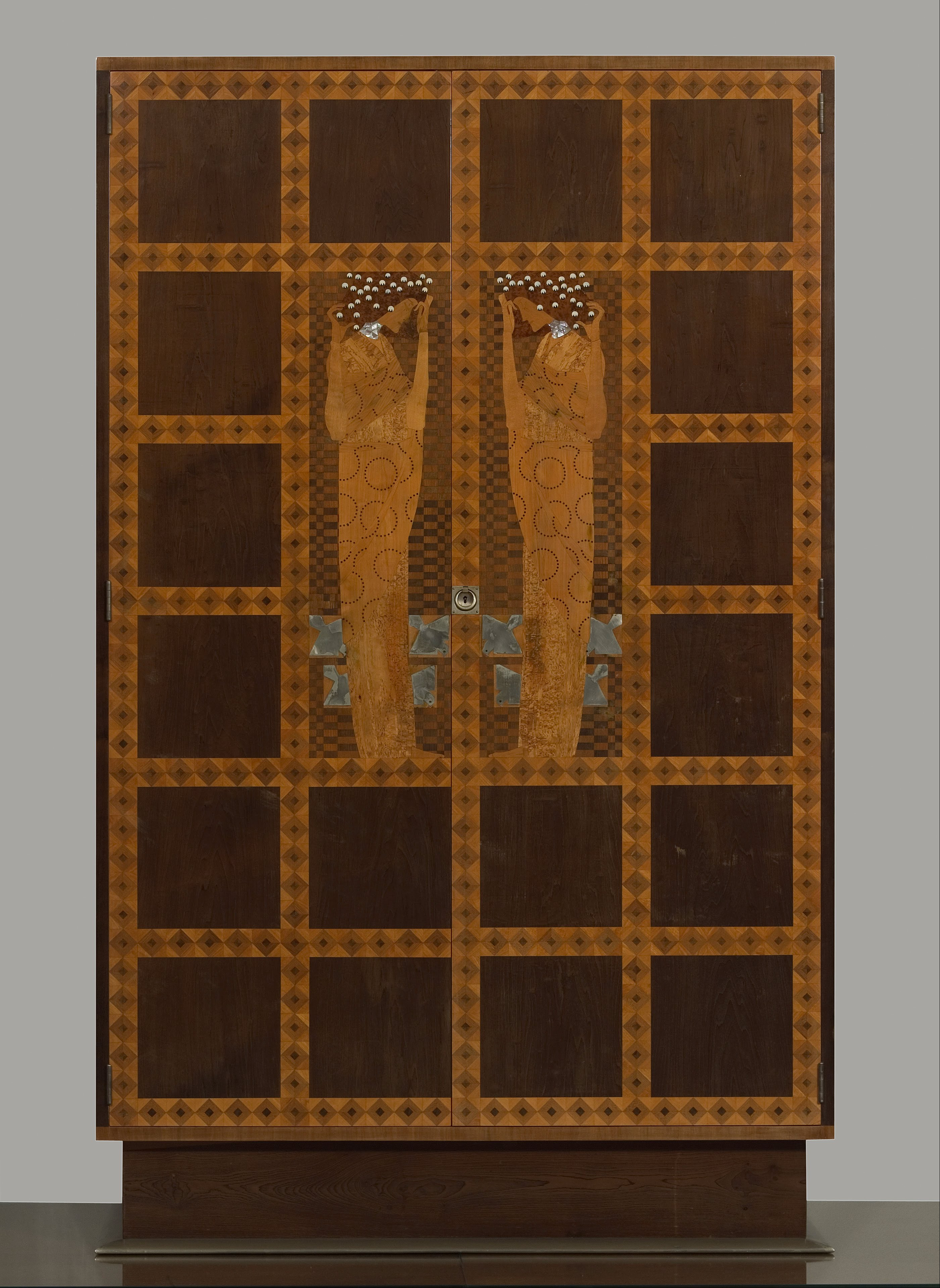
Ingelegd kabinet uit de Eisler-Terramare flat, Leopold Museum, Wenen
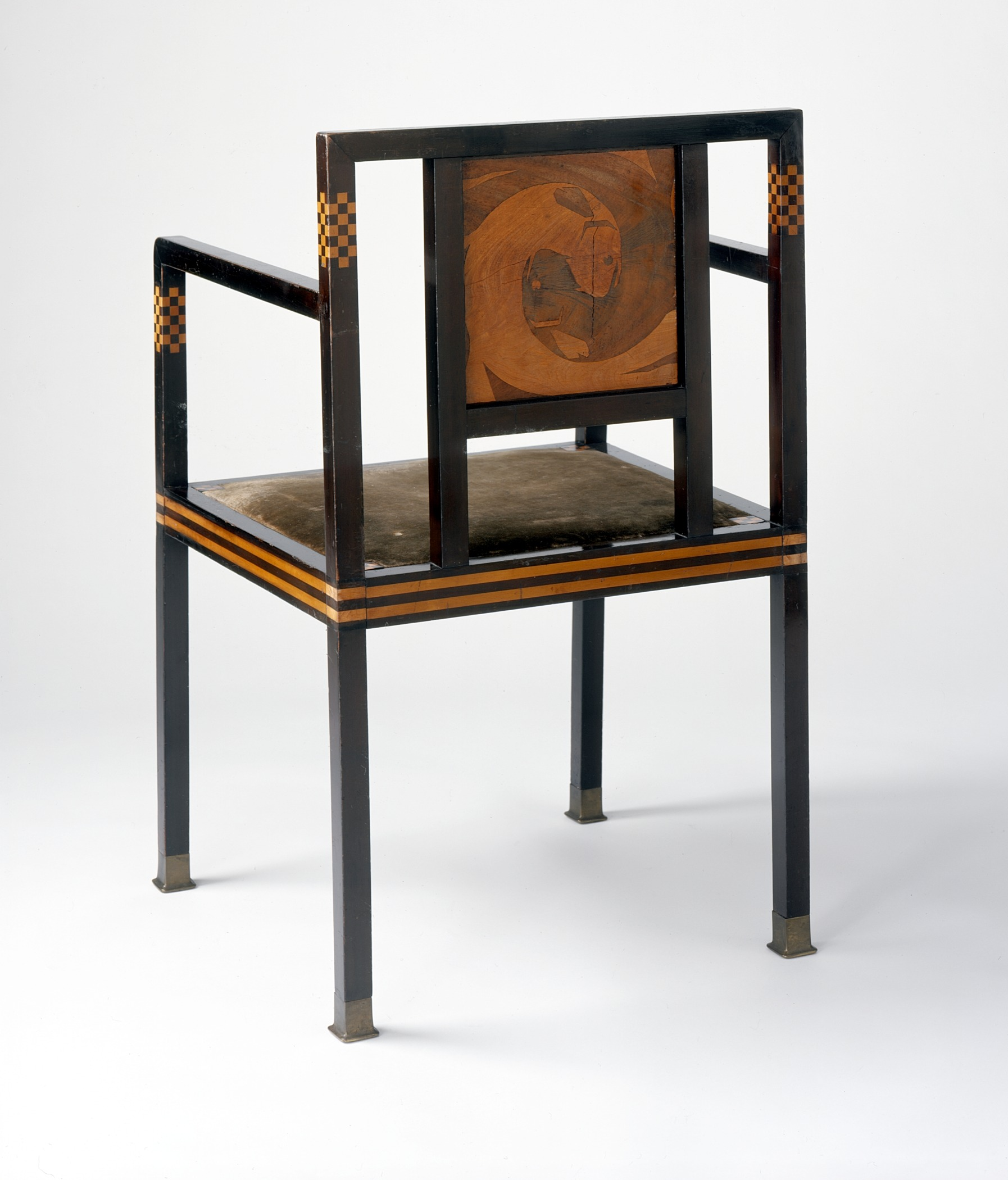
Leunstoel "Der reiche Fischzug"
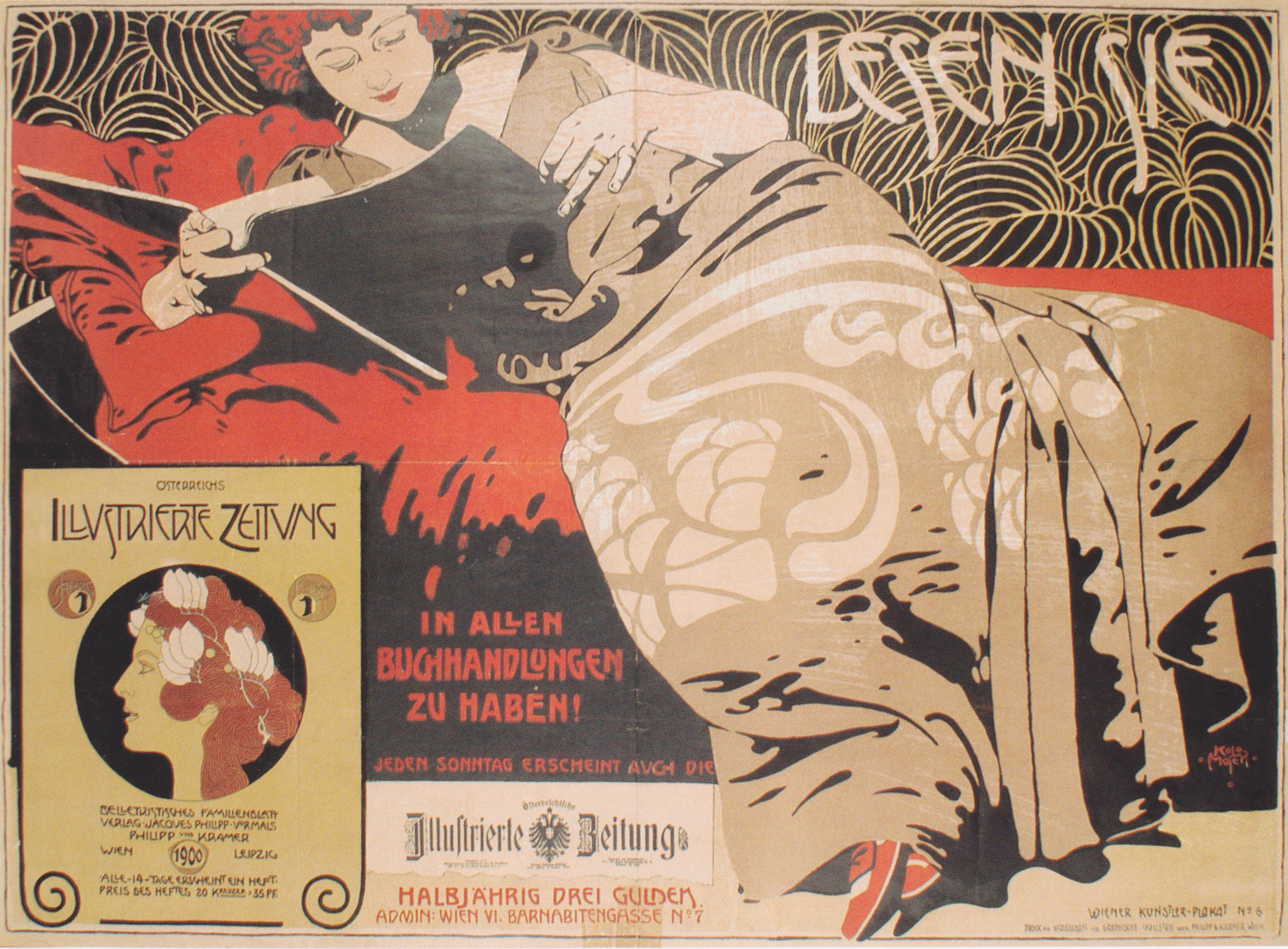
Kleurenlitho (poster) uit het MAK Museum, Wenen
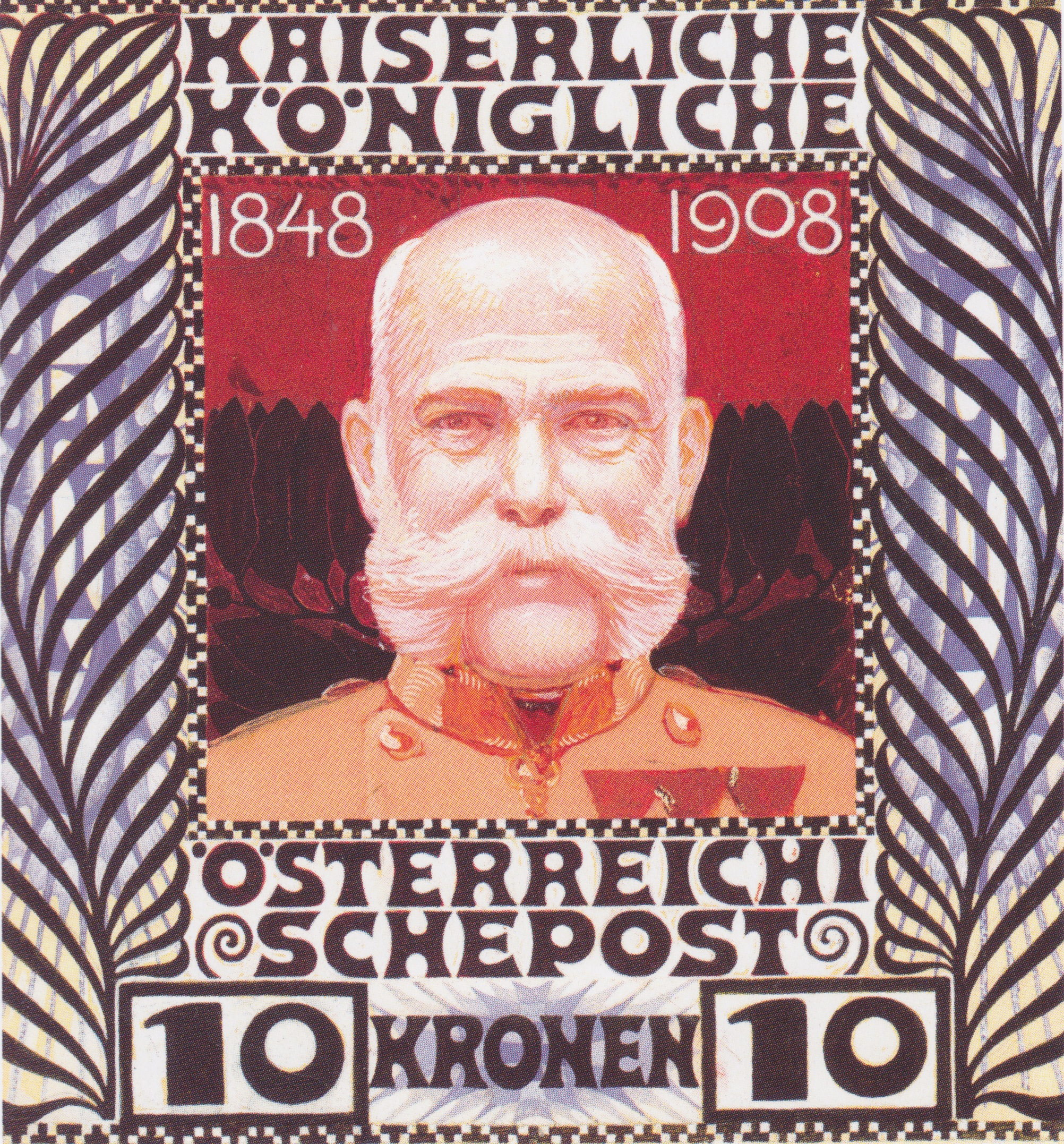
Keizer Frans Jozef op postzegel van Kolo Moser 1908
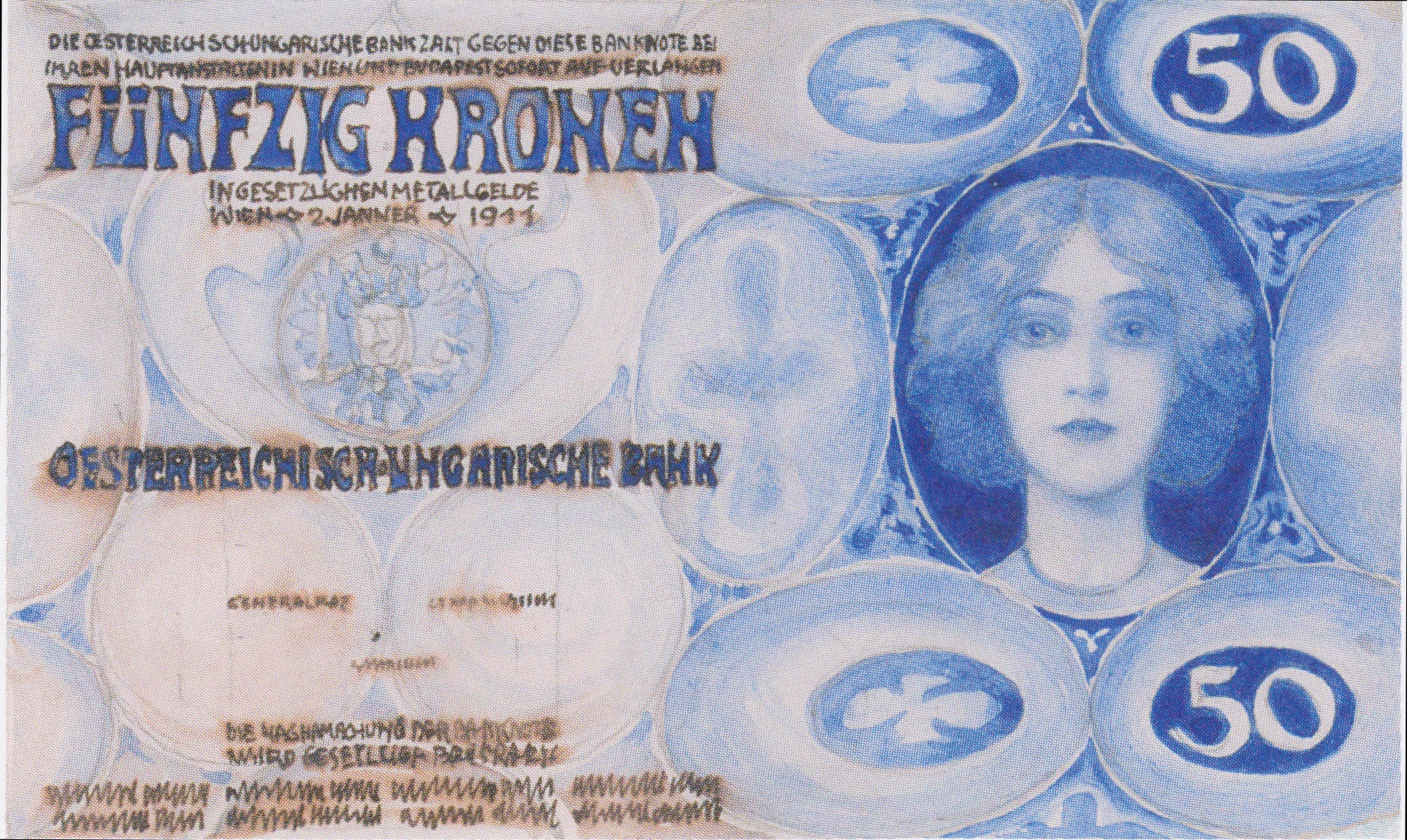
Oostenrijks-Hongaars bankbiljet van 50 kroon (Kolo Moser 1911)
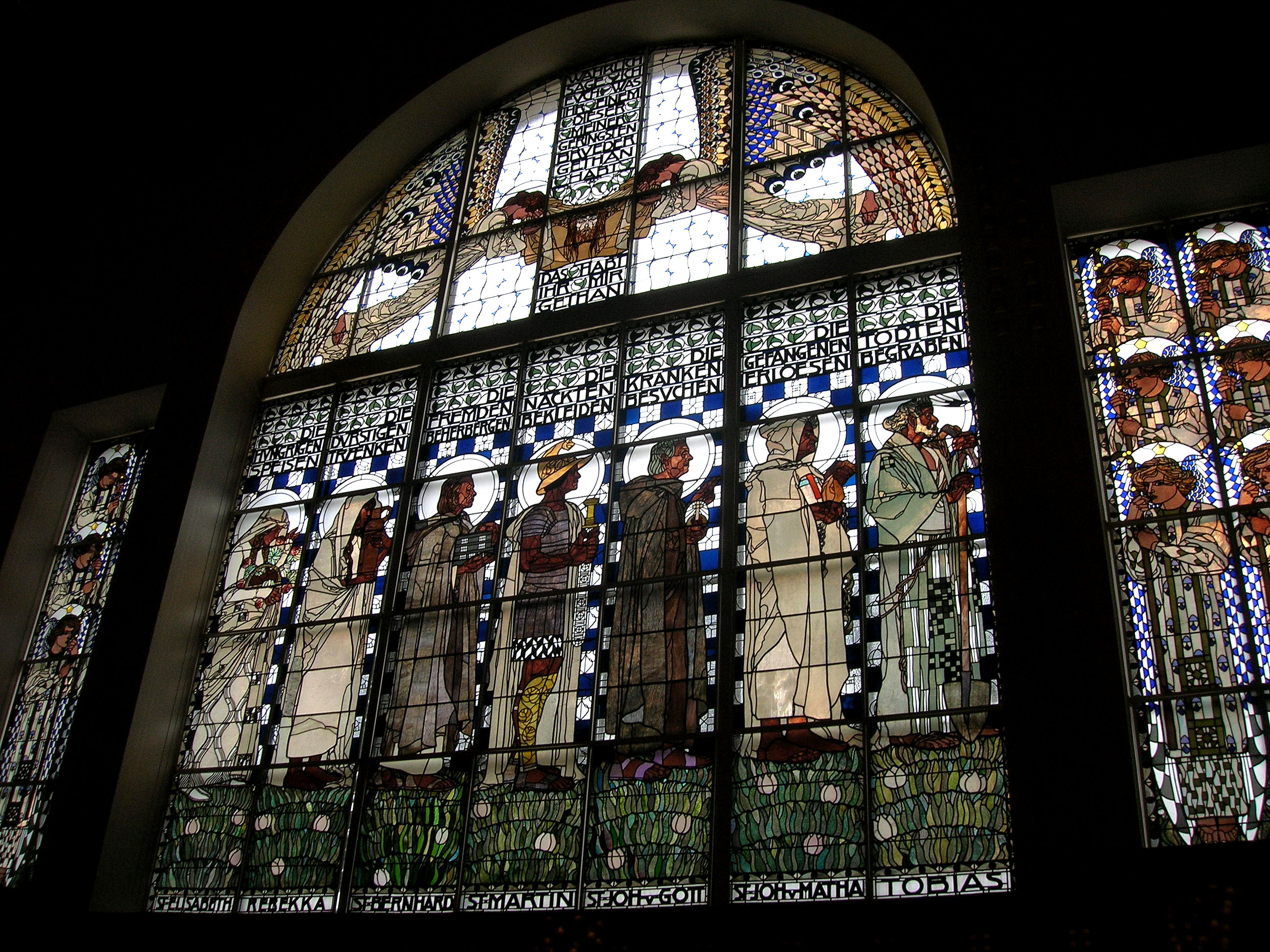
Kirche am Steinhof